# Adam Groß
Adam Groß (* in Thüngersheim; † 11. Januar 1645) war ein deutscher Geistlicher.
Groß war Kanoniker und Dekan des Stiftes Haug. Von 1636 bis 1644 war er Mitglied des geistlichen Rates und von 1640 bis 1641 Rektor der Universität Würzburg.
Groß wurde am 13. Juli 1644 zum Titularbischof von Domitiopolis und Weihbischof in Würzburg. Er starb, bevor er die Bischofsweihe empfangen hatte.